# Ladislav Šimůnek
Ladislav Šimůnek (4 d'octubre de 1916 - 7 de desembre de 1969) fou un futbolista txec de la dècada de 1930.
Fou 4 cops internacional amb la selecció de Txecoslovàquia, amb la qual participà en el Mundial de 1938. Pel que fa a clubs, defensà els colors de clubs com el SK Slavia Praha, AFK Union Žižkov o SK Pardubice.